# Sancha di León e Castiglia
Sancha di Castiglia (Sancha anche in spagnolo, in asturiano, in aragonese, in portoghese e in galiziano, Sança, in catalano e Antsa in basco, Sancia in latino; 1139 – Pamplona, 5 agosto 1177; secondo gli Annali toledani, Sancha morì il 5 agosto 1177, mentre secondo le "Corónicas" Navarras morì nell'agosto del 1179), è stata infanta di Castiglia e regina consorte di Navarra.

## Origine
Sancha, come riporta il cronista, Rodrigo Jiménez de Rada, nel suo EX De Rebus Hispaniæ, citandola erroneamente col nome di Beatiam, era figlia del re di León e Castiglia Alfonso VII l'Imperatore e di Berenguela di Barcellona
(Aldefonsi Hispaniarum Regis....ex "Berengariam genuit Sancium et Fernandum, Elisabeth et Beatiam), che, secondo gli Ex Gestis Comitum Barcinonensium era la figlia primogenita del conte di Barcellona, Gerona, Osona e Carcassonne, Raimondo Berengario III e la sua seconda moglie, la contessa di Provenza e Gévaudan, Dolce I (1090-1129).

Secondo la cronaca di Alberico delle Tre Fontane,
Alfonso era figlio del nobile francese, conte Raimondo di Borgogna e di Urraca, discendente del re di Castiglia e Leon, Ferdinando I, anche gli Anales Toledanos riportano che era figlio di Raimondo di Borgogna e di Urraca (El Rey D. Alfonso, fillo del Conde D. Raymondo è de Doña Urraca), che secondo il Chronicon regum Legionensium, era la figlia del re Alfonso VI e della sua seconda moglie, Costanza di Borgogna.

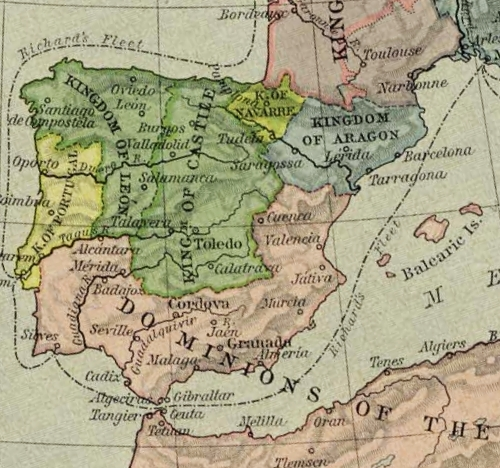
La penisola iberica nella seconda metà del XII secolo

Il Regno di Navarra durante il regno di Sancho VI il Saggio.
Regno di Navarra
Territorio controllato e annesso definitivamente nel 1198-1200
Conquiste a partire dal 1189
Conquiste temporanee
Regno di Artajona controllato da Sancho III di Castiglia (1153-1158)
Regno de Nájera
Regno di Castiglia
Corona d'Aragona

      Regno di Navarra
      Territorio controllato e annesso definitivamente nel 1198-1200
      Conquiste a partire dal 1189
      Conquiste temporanee
      Regno di Artajona controllato da Sancho III di Castiglia (1153-1158)
      Regno de Nájera
      Regno di Castiglia
      Corona d'Aragona

## Biografia
Come riporta il Diccionario biográfico español, Real Academia de la Historia il 20 luglio 1153, a Carrión de los Condes (Palencia), Sancha sposò il re di Pamplona, Sancho VI il Saggio, che ancora secondo le "Corónicas" Navarras era figlio del re di Pamplona, Garcia IV Ramirez il Restauratore e Margherita de l'Aigle, figlia di Gibert de l'Aigle (El rey don García de Navarra ovo en su muger la reyna dona Margerina el rey don Sancho de Navarra).

Questo matrimonio fu celebrato per rinsaldare i legami tra i regni di León e Castiglia e quello di Pamplona. Ma dopo la morte di Alfonso VII, la guerra tra i regni di Castiglia e di Navarra riprese, con alterne vicende, come riporta lo storico Rafael Altamira.
Sancha morì nell'agosto 1179, come riportano gli Anales Toledanos (Muriò la Reyna de Navarra, filla del Emperado, en Agosto Era MCCXVIII) , mentre le "Corónicas" Navarras precisano il 5 agosto 1179 (Anno Domini MCXXIX; Nonas Augusti, obiit Sancha illustris regina Navarre).

Sancha fu inumata nella cattedrale di Santa Maria, a Pamplona, dove circa quindici anni dopo fu raggiunta dal marito che non si era più risposato.

## Discendenza
Dal suo matrimonio, Sancha ebbe cinque o sei figli:
- Berengaria di Navarra (ca.1165-1230), che sposò nel 1191 il re d'Inghilterra, Riccardo Cuor di Leone, come riporta Alberico delle Tre Fontane (Berengariam, quam rex Anglorum Richardus....in uxorem duxerat)[21]
- Sancho VII il Forte (1170-1234), re di Navarra, come riportato dalle "Corónicas" Navarras (Sancius, illustris rex Navarre, filius illustris regis Sancii et regine Sancie)[22], dal 1194 al 1234.
- Bianca di Navarra (1177-(1229), sposò, nel 1199, il conte di Champagne, Tebaldo III, come riporta Alberico delle Tre Fontane (Theobaldus....accepit Blancham sororis regis Navarreorum in coniugium)[21]
- Fernando di Navarra (?) - (Tudela, 16 dicembre 1207), come riportato dagli Annales Compostellani (Infans Fernandus fil Reg. Sancii Navarræ)[23]
- Ramiro di Navarra o Remigio di Navarra (?) - (22 febbraio 1228), vescovo di Pamplona[19][20]
- Costanza di Navarra, deceduta giovane ad Aruca, come riporta il Nobiliario de D. Pedro Conde de Bracelos (D. Constança que murio en Arouca)[24].

## Ascendenza
|                                       |                                      |                                     | Genitori                          |  |  | Nonni |  |  | Bisnonni                |  |  | Trisnonni             |  |
|                                       |                                      |                                     |                                   |  |  |       |  |  | Guglielmo I di Borgogna |  |  | Rinaldo I di Borgogna |  |
|                                       |                                      |                                     |                                   |  |  |       |  |  | Guglielmo I di Borgogna |  |  | Rinaldo I di Borgogna |  |
|                                       |                                      | Alice di Normandia                  |                                   |  |  |       |  |  | Guglielmo I di Borgogna |  |  |                       |  |
| Raimondo di Borgogna                  |                                      |                                     |                                   |  |  |       |  |  | Guglielmo I di Borgogna |  |  |                       |  |
|                                       |                                      | Stefania di Longwy                  | Adalberto III di Longwy(supposto) |  |  |       |  |  |                         |  |  |                       |  |
|                                       |                                      | Stefania di Longwy                  | Adalberto III di Longwy(supposto) |  |  |       |  |  |                         |  |  |                       |  |
|                                       |                                      | Stefania di Longwy                  | Clemenza di Foix (supposto)       |  |  |       |  |  |                         |  |  |                       |  |
| Alfonso VII di León                   |                                      | Stefania di Longwy                  |                                   |  |  |       |  |  |                         |  |  |                       |  |
|                                       |                                      | Alfonso VI di León                  | Ferdinando I di León              |  |  |       |  |  |                         |  |  |                       |  |
|                                       |                                      | Alfonso VI di León                  | Ferdinando I di León              |  |  |       |  |  |                         |  |  |                       |  |
|                                       |                                      | Alfonso VI di León                  | Sancha I di León                  |  |  |       |  |  |                         |  |  |                       |  |
| Urraca I di León                      |                                      | Alfonso VI di León                  |                                   |  |  |       |  |  |                         |  |  |                       |  |
|                                       |                                      | Costanza di Borgogna                | Roberto I di Borgogna             |  |  |       |  |  |                         |  |  |                       |  |
|                                       |                                      | Costanza di Borgogna                | Roberto I di Borgogna             |  |  |       |  |  |                         |  |  |                       |  |
|                                       |                                      | Costanza di Borgogna                | Helie di Semur                    |  |  |       |  |  |                         |  |  |                       |  |
| Sancha di León e Castiglia            |                                      | Costanza di Borgogna                |                                   |  |  |       |  |  |                         |  |  |                       |  |
|                                       | Raimondo Berengario II di Barcellona | Raimondo Berengario I di Barcellona |                                   |  |  |       |  |  |                         |  |  |                       |  |
|                                       | Raimondo Berengario II di Barcellona | Raimondo Berengario I di Barcellona |                                   |  |  |       |  |  |                         |  |  |                       |  |
|                                       | Raimondo Berengario II di Barcellona | Almodis de La Marche                |                                   |  |  |       |  |  |                         |  |  |                       |  |
| Raimondo Berengario III di Barcellona | Raimondo Berengario II di Barcellona |                                     |                                   |  |  |       |  |  |                         |  |  |                       |  |
|                                       |                                      | Matilde d'Altavilla                 | Roberto il Guiscardo              |  |  |       |  |  |                         |  |  |                       |  |
|                                       |                                      | Matilde d'Altavilla                 | Roberto il Guiscardo              |  |  |       |  |  |                         |  |  |                       |  |
|                                       |                                      | Matilde d'Altavilla                 | Sichelgaita di Salerno            |  |  |       |  |  |                         |  |  |                       |  |
| Berengaria di Barcellona              |                                      | Matilde d'Altavilla                 |                                   |  |  |       |  |  |                         |  |  |                       |  |
|                                       |                                      | Gilbert I, conte di Gèvaudaun       | Berengario II, Visconte di Rodés  |  |  |       |  |  |                         |  |  |                       |  |
|                                       |                                      | Gilbert I, conte di Gèvaudaun       | Berengario II, Visconte di Rodés  |  |  |       |  |  |                         |  |  |                       |  |
|                                       |                                      | Gilbert I, conte di Gèvaudaun       | Adele, Viscontessa di Carlat      |  |  |       |  |  |                         |  |  |                       |  |
| Dolce I di Provenza                   |                                      | Gilbert I, conte di Gèvaudaun       |                                   |  |  |       |  |  |                         |  |  |                       |  |
|                                       |                                      | Gerberga di Provenza                | Goffredo I di Provenza            |  |  |       |  |  |                         |  |  |                       |  |
|                                       |                                      | Gerberga di Provenza                | Goffredo I di Provenza            |  |  |       |  |  |                         |  |  |                       |  |
|                                       |                                      | Gerberga di Provenza                | Etienette di Marsiglia            |  |  |       |  |  |                         |  |  |                       |  |
|                                       |                                      | Gerberga di Provenza                |                                   |  |  |       |  |  |                         |  |  |                       |  |

### Fonti primarie
- (LA)  Rerum Gallicarum et Francicarum Scriptores, tomus XII.
- (LA)  #ES España sagrada, Volume 23.
- (LA)  Monumenta Germaniae Historica, Scriptores, Tomus XXIII.
- (LA)  (ES)  "Corónicas" Navarras.

### Letteratura storiografica
- Rafael Altamira, La Spagna (1031-1248), in "Storia del mondo medievale", vol. V, 1999, pp. 865–896
- (EN)  The World of El Cid: Chronicles of the Spanish Reconquest.
- (ES)  #ES Nobiliario de D. Pedro Conde de Bracelos